# Донник лекарственный
До́нник лека́рственный (лат. Melilótus officinális) — двулетнее травянистое растение, вид рода Донник семейства Бобовые подсемейства Мотыльковые.

Народные названия: буркун, греча дикая, донник жёлтый, донник женский, жёлтый буркун, итальянская трава, луговой буркун, буркунец, донная трава.

## Ботаническое описание
Развивает прямостоячий ветвистый стебель высотой 1—1,5 м (в культуре 1,5—2 м).
Стержневой корень проникает до 2 м в глубину. Использует влагу с глубоких слоев, что помогает выделять нектар даже в самых засушливых условиях.
Листья с тремя листочками. Листочки ланцетные, зубчатые по краю. У основания черешка — прилистники (значительно мельче листочков), цельные или зубчатые. Средний листочек на более длинном черешке, чем боковые.
Цветки в длинных и узких пазушных и вершинных рыхлых кистях, мелкие, поникающие, жёлтые. Чашечка пятизубчатая. Венчик мотылькового типа. В цветке 10 тычинок, из них 9 срослись нитями на 2⁄3, одна — свободная. Цветение — июнь—сентябрь. Зацветает на несколько дней раньше донника белого. Цветение продолжается более месяца.
Пыльцевые зёрна трёхбороздно-оровые, эллипсоидальной формы. Длина полярной оси 24—34 мкм, экваториальный диаметр 19,8—27,2 мкм. В очертании с экватора эллиптические. Борозды шириной 2,5—3,8 мкм, длинные, с неровными краями, с заострёнными или притуплёнными концами, не сходящимися у полюсов. Оры экваториально вытянутые, шириной 7,5—7 мкм, длиной 8,5—9 мкм. Мембрана борозд и ор зернистая. Экзина толщиной 1—1,3 мкм. Мэкзина на полюсах тонкая, на экваторе около борозд утолщена до 0,4 мкм. Скульптура тонкая, сетчатая, разноячеистая, наибольший диаметр ячеек 1,8—2 мкм, наименьший — 0,4—0,5 мкм. Цвет пыльцы жёлтый.
Бобы мелкие (3—4 см), голые, одно- реже двухсемянные, вверху притупленные, созревают с августа.

## Распространение и экология
Ареал — континентальная Европа, Кавказ, Малая, Средняя, Центральная Азия. Занесён на Британские острова, в Новую Зеландию, Северную Америку и на крайний юг Южной Америки, где успешно натурализовался. В России встречается почти повсеместно.
Растёт на пустырях, залежах, лугах, вдоль дорог, в карьерах.
Часто образует смешанные заросли с донником белым, который имеет сходную морфологию, отличаясь белым цветом цветков и морщинистостью бобов.
Хуже переносит засоление почвы, но более засухоустойчив чем донник белый.

## Хозяйственное значение и применение
Растение имеет резкий кумариновый запах и горький вкус. В период цветения на естественных пастбищах почти не поедается. На культурных пастбищах скот привыкает и поедает охотно, но хуже чем донник белый. Из-за плохой поедаемости на пастбище и в сене имеет смысл использовать на силос и зелёное удобрение. В диком виде даёт 15—20 ц/га сена. В культурах урожай немного ниже донника белого.
| Фаза          | От абсолютного сухого вещества в % | От абсолютного сухого вещества в % | От абсолютного сухого вещества в % | От абсолютного сухого вещества в % | От абсолютного сухого вещества в % | Источник и район                    |
| Фаза          | золы                               | протеина                           | жира                               | клетчатки                          | БЭВ                                | Источник и район                    |
| ------------- | ---------------------------------- | ---------------------------------- | ---------------------------------- | ---------------------------------- | ---------------------------------- | ----------------------------------- |
| —             | 8,3                                | 15,0                               | 2,3                                | 19,8                               | 52,3                               | Суворов, 1950, Новосибирск          |
| 1-й год жизни | 12,3                               | 17,5                               | 4,6                                | 15,9                               | 49,7                               | Дворников, 1938, Ленинград          |
| 2-й год жизни | 8,3                                | 15,0                               | 4,9                                | 19,8                               | 52,0                               | Дворников, 1938, Ленинград          |
| —             | 7,2                                | 12,6                               | 4,4                                | 24,5                               | 51,7                               | Плешко и Пехачек, 1944, Таджикистан |
| —             | 5,6                                | 15,9                               | 1,4                                | 40,9                               | 36,2                               | Богданов, 1932, Северный Кавказ     |
| —             | 9,6                                | 16,1                               | 2,3                                | 24,4                               | 47,6                               | Магакьян, 1930, Армения             |

Донник лекарственный — ароматизатор некоторых пищевых продуктов и табака, его добавляют в некоторые марки водки («Цельсий», «Украина»).
В качестве лекарственного сырья используется трава донника (лат. Herba Meliloti). Она содержит 0,4—0,9 % кумарина, кумаровую кислоту, дикумарол, мелилотин, эфирное масло, слизь. Препараты из донника лекарственного применяются в качестве наружного отвлекающего и раздражающего средства при ревматизме. Донник входит в состав сборов, используемых наружно как мягчительное при нарывах. Кумарин угнетает центральную нервную систему, обладает противосудорожным и наркотическим действием, поэтому препараты донника используют при судорогах, стенокардии и тромбозе коронарных сосудов. Кумарин способствует увеличению количества лейкоцитов у больных лейкопенией на почве лучевой терапии.
При больших дозах донник может привести к повреждению печени и кровоизлияниям. Противопоказан тем, у кого низкая сворачиваемость крови.

### В пчеловодстве
Донниковый мёд относится к числу перворазрядных и отличается высокими вкусовыми качествами. Мёд светло-янтарного или белого цвета с тонким приятным ароматом, напоминающим запах ванили. Содержит 39,59 % фруктозы и 36,78 % глюкозы. Из нектара, собранного с одного гектара дикорастущего донника лекарственного, пчёлы производят 200 кг меда, а с одного гектара культурного донника до 600 кг. Даёт также много высококачественной пыльцы. Пыльца ярко-оранжевая, липкая, просматривается сквозь лодочку. Сто цветков дают 2,4—5,6 мг пыльцы.
Продуктивность мёда в Кемеровской области 150 кг/га, в Новосибирской области 250 кг/га.

## Классификация

### Таксономия
- Melilotus officinalis  (L.) Pall., 1776, Reise Russ. Reich. 3: 537
- Melilotus officinalis  (L.) Lam., 1779, Fl. Franç. 2: 594

Вид Донник лекарственный относится к роду Донник (Melilotus) подсемейства Мотыльковые (Papilionoideae) семейства Бобовые (Fabaceae) порядка Бобовоцветные (Fabales). Таксономическая схема в соответствии с Системой APG IV по состоянию на декабрь 2023 года:
|  |                                      |  |                                   |                                   |                   |  | ещё 3 семейства | ещё 3 семейства   |                          |  |  |  | еще 523 рода                                                   | еще 523 рода         |  |  |
|  |                                      |  |                                   |                                   |                   |  | ещё 3 семейства | ещё 3 семейства   |                          |  |  |  | еще 523 рода                                                   | еще 523 рода         |  |  |
|  |                                      |  |                                   | порядок Бобовоцветные             |                   |  |                 |                   | подсемейство Мотыльковые |  |  |  |                                                                | Донник лекарственный |  |  |
|  |                                      |  |                                   | порядок Бобовоцветные             |                   |  |                 |                   | подсемейство Мотыльковые |  |  |  |                                                                | Донник лекарственный |  |  |
|  | отдел Цветковые, или Покрытосеменные |  |                                   |                                   | семейство Бобовые |  |                 |                   | род Донник               |  |  |  |                                                                |                      |  |  |
|  | отдел Цветковые, или Покрытосеменные |  |                                   |                                   |                   |  |                 |                   |                          |  |  |  |                                                                |                      |  |  |
|  |                                      |  | ещё 63 порядка цветковых растений | ещё 63 порядка цветковых растений |                   |  |                 | еще 5 подсемейств | еще 5 подсемейств        |  |  |  | еще 33 подтвержденных вида и 11 видов, ожидающих подтверждения |                      |  |  |
|  |                                      |  |                                   | ещё 63 порядка цветковых растений |                   |  |                 |                   | еще 5 подсемейств        |  |  |  |                                                                |                      |  |  |

### Синонимы
- Brachylobus officinalis (L.) Dulac
- Medicago officinalis (L.) E.H.L.Krause
- Melilotus armenus Boiss.
- Melilotus arvensis Wallr.
- Melilotus arvensis prol. luxurians Rouy
- Melilotus arvensis prol. maximus (Legrand) Rouy
- Melilotus arvensis var. albus St.-Lag.
- Melilotus arvensis var. grandiflorus Lamotte
- Melilotus arvensis var. maximus (Legrand) St.-Lag.
- Melilotus bungeanus Boiss.
- Melilotus citrinus Duval ex Steud.
- Melilotus diffusus W.D.J.Koch ex DC.
- Melilotus expansus Rchb.
- Melilotus flavus Pall.
- Melilotus kochianus DC.
- Melilotus longepedicellatus Rosbach
- Melilotus lutescens Gilib.
- Melilotus luteus Gueldenst.
- Melilotus luxurians Shuttlew. ex Rouy & Foucaud
- Melilotus macrorhizus Besser
- Melilotus macrorrhizus var. palustris (Waldst. & Kit.) W.D.J.Koch
- Melilotus macrospermus K.Koch ex Boiss.
- Melilotus mauritanicus Willd.
- Melilotus maximus Legrand
- Melilotus melilotus-officinalis (Crantz) Asch. & Graebn.
- Melilotus montanus Gaudin
- Melilotus nebrodensis Jord. ex Nyman
- Melilotus neglectus Ten.
- Melilotus officinalis f. maximus Legrand
- Melilotus officinalis var. expansa Mutel
- Melilotus officinalis var. maximus (Legrand) Kojić
- Melilotus officinalis var. vulgaris Wahlenb.
- Melilotus pallidus Besser
- Melilotus paluster Menyh.
- Melilotus palustris (Waldst. & Kit.) Schult.
- Melilotus petitpierreanus Willd.
- Melilotus petitpierrianus Willd. ex Ces., Pass. & Gibelli
- Melilotus rugosus Gilib.
- Melilotus virescens Jord.
- Sertula arvensis (Wallr.) Kuntze
- Sertula bungeana (Boiss.) Kuntze
- Sertula maior Lunell
- Sertula officinalis (L.) Kuntze
- Sertula pallida (Besser) Kuntze
- Trifolium mauritianum Steud.
- Trifolium melilotus-mauritanica Schousb.
- Trifolium melilotus-officinalis L.
- Trifolium melilotus-officinarum Crantz
- Trifolium officinale L.
- Trifolium officinalis L.
- Trifolium palustre Waldst. & Kit.
- Trifolium petitpierreanum Hayne
- Trifolium vulgare Hayne
- Trigonella officinalis (L.) Coulot & Rabaute